# Panon
Panon es una comuna francesa situada en el departamento de Sarthe, en la región de Países del Loira.

## Demografía
| 43 | 41 | 33 | 25 | 20 | 28 | 36 |
| Para los censos de 1962 a 1999 la población legal corresponde a la población sin duplicidades (Fuente: INSEE [Consultar]) |    |    |    |    |    |    |